# Asociación de Fútbol de Cuba
Der Asociación de Fútbol de Cuba ist der kubanische Fußballverband und wurde 1912 gegründet. Derzeit sind 353 Vereine registriert. Der ADFDC stellt 2 internationale Schiedsrichter.

## Geschichte
Der kubanische Fußballverband wurde 1912 von kubanischen Studenten gegründet und ist seit 1932 Mitglied der FIFA. 1961 trat der ADFDC der CONCACAF bei. Nach der Kubanischen Revolution wurde es in das  Instituto Nacional de Deportes Educación Física y Recreación (INDER – Nationales Institut für Körperkultur, Sport und Erholung) eingegliedert. Die Organisation des Spielbetriebs, der Nationalmannschaft Kubas und die Leitung der Funktionäre ist die Aufgabe des ADFDC, jedoch die Förderung des Fußballs und die Organisierung des Schulsportes, ist die Aufgabe des INDER.

## Fluchtproblematik
Wie auch in anderen Sportarten bleiben Funktionäre und Sportler nach internationalen Wettkämpfen regelmäßig im Ausrichterland zurück. Mehr als 20 Kubaner haben Qualifikationsspiele zu Weltmeisterschaften und Olympischen Spielen in den USA und Kanada sowie die CONCACAF Gold Cups 2002, 2005, 2007 und 2009 zur Ausreise genutzt. Spieler aus ausländischen Ligen wie Eviel Cordovés, Maykel Chang, Odisnel Cooper, Maykel Galindo, Yordany Álvarez oder Osvaldo Alonso werden seit ihrer Ausreise nicht mehr nominiert. Seit 2014 dürfen ausgewählte Spitzensportler im Ausland Geld verdienen. Die Regierung entschied ferner, dass auch Trainer künftig in den großen Ligen anheuern dürfen. Einzige Einschränkungen sind, dass die Spitzenathleten immer zu internationalen Turnieren nach Kuba zurückkehren oder für die Nationalmannschaften zur Verfügung stehen müssen. Außerdem sind sie verpflichtet Steuern auf Kuba zu zahlen. Preisgelder, die kubanische Athleten im Ausland einstreichen, dürfen sie in Zukunft zu 80 Prozent behalten. Bisher blieben ihnen nur 20 Prozent. Mit der Öffnung des Sports will die Regierung nicht nur an den lukrativen Verträgen der Sportler im Ausland mitverdienen, sondern auch die Flucht bekannter Athleten oder ganzer Mannschaften verhindern.